# Athos Procópio de Oliveira Júnior
Athos Procópio de Oliveira Júnior (Catanduva, 3 de janeiro de 1943) é um nadador brasileiro, que participou de duas edições dos Jogos Olímpicos pelo Brasil.
É formado em direito.

## Trajetória esportiva
Athos Procópio aprendeu a nadar com a mãe, que era formada em educação física; depois mudou-se para Rio Claro, para treinar com o técnico Bruno Bucker. Nadou pelas edquipes do Vasco da Gama e Club Athletico Paulistano.
Nos Jogos Pan-Americanos de 1959 em Chicago, Athos terminou em sétimo lugar nos 100 metros nado costas. Ele também nadou os 4x100 metros medley.
Nos Jogos Olímpicos de 1960 em Roma, nadou os 100 metros costas e os 4x100 metros medley, não chegando à final das provas.
Nos Jogos Pan-Americanos de 1963 em São Paulo, ganhou duas medalhas de bronze: nos 100 metros costas, e nos 4x200 metros nado livre, junto com Antônio Renzo Filho, Antônio Celso Guimarães e Peter Wolfgang Metzner.
Athos de Oliveira fez parte da equipe brasileira campeã do revezamento 4x100 metros livre no Campeonato Sul-Americano de 1964 em Guayaquil, no Equador, sendo a equipe composta por ele, Álvaro Pires, Paulo Salles Cunha e Antônio Celso Guimarães.
Nos Jogos Olímpicos de 1964 em Tóquio, Athos nadou os 100 metros livre e os 4x100 metros medley, não chegando à final das provas.
Logo após as Olimpíadas de Tóquio, Athos Procópio parou de competir na natação e passou a jogar tênis pelo Esporte Clube Pinheiros.